# سیارک ۲۴۹۸۱
سیارک ۲۴۹۸۱ (به انگلیسی: 24981 Shigekimurakami، نامگذاری:1998KB5) بیست و چهار هزار و نهصد و هشتاد و یکمین سیارک کشف شده‌است که در ۲۲ مه ۱۹۹۸ کشف شد.
قدر مطلق سیارک برابر ۱۰.۷ است.